# سلول‌های ماهواره‌ای (گلیال)
سلول‌های گلیال ماهواره‌ای، سلول‌های کوچکی اند که نورون‌های گلیال حسی، سمپاتیک و پاراسمپاتیک را احاطه می‌کنند. این سلول‌ها، به تنظیم محیط شیمیایی بیرونی کمک می‌کنند. آن‌ها نیز همچون آستروسیتها، با اتصالات شکافی بهم وصل شده و به ATP با افزایش غلظت درون سلولی یون‌های کلسیم، پاسخ می‌دهند. همچنین آن‌ها به شدت به جراحت و التهاب حساسند و به نظر می‌رسد که در حالات آسیب‌شناختی (پاتولوژیک) چون درد مزمن سهیم اند.